# Platja des Sortell
La platja des Sortell és una platja del municipi de Cadaqués (Alt Empordà), al límit sud de la població, a la punta de sa Conca, a la badia de Cadaqués. Té una longitud de 50 m i una amplada mitjana de 10 m, formada per sorra gruixuda de color grisós barrejada amb còdols. El pendent d'entrada al mar no és gaire pronunciat. És un dels punts de les Vies Braves de Cadaqués. La platja és accessible als gossos.
Al seu davant hi ha l'illa des Sortell, a la que s'hi accedeix pel pont des Sortell, un pintoresc pont de pedra, que permet arribar a es Mirador, el punt més alt, a 10,5 msnm, on hi han vistes panoràmiques de la badia.